# عبدالمجید صقر
عبدالمجید صقر (عربی: عبد المجيد صقر؛ زادهٔ ۲۷ ژوئن ۱۹۵۵) ژنرال نیروی زمینی مصر است، که از ژوئیه ۲۰۲۴ به‌عنوان چهل و هفتمین وزیر دفاع مصر مصر فعالیت می‌کند و فرماندهی کل نیروهای مسلح مصر را برعهده دارد.
صقر فعالیت نظامی را از سال ۱۹۷۷ در سپاه توپخانه مصر آغاز کرد، سپس به گارد جمهوری پیوست. وی در طول دهه ۱۹۹۰ و ۲۰۰۰ در سمت‌هایی چون مدیر موسسه توپخانه، مدیر امور پرسنل غیرنظامی نیروهای مسلح، فرمانده دانشکده نظامی مصر، رئیس دانشگاه فرماندهی و ستاد مصر و رئیس اداره پلیس نظامی فعالیت نمود. او از ۲۰۱۵ تا ۲۰۱۸ معاون وزیر دفاع بود و در فاصله سال‌های ۲۰۱۸ تا ۲۰۲۴ به‌عنوان فرماندار سوئز فعالیت می‌کرد.